# Långevatten (Tölö socken, Halland)
Långevatten är en sjö i Kungsbacka kommun i Halland och ingår i Kungsbackaåns huvudavrinningsområde. Sjön är 17,9 meter djup, har en yta på 0,121 kvadratkilometer och befinner sig 74,1 meter över havet. Långevatten ligger i Sandsjöbacka Natura 2000-område. Sjön avvattnas av vattendraget Hallabäcken.

## Delavrinningsområde
Långevatten ingår i det delavrinningsområde (638203-127591) som SMHI kallar för Mynnar i Kungsbackaån. Medelhöjden är 55 meter över havet och ytan är 13,2 kvadratkilometer. Det finns inga avrinningsområden uppströms utan avrinningsområdet är högsta punkten. Hallabäcken som avvattnar avrinningsområdet har biflödesordning 2, vilket innebär att vattnet flödar genom totalt 2 vattendrag innan det når havet efter 5,4 kilometer. Avrinningsområdet består mestadels av skog (25 %), öppen mark (49 %) och jordbruk (18 %). Avrinningsområdet har 0,39 kvadratkilometer vattenytor vilket ger det en sjöprocent på 3 %. Bebyggelsen i området täcker en yta av 0,8 kvadratkilometer eller 6 % av avrinningsområdet.